# Reformierte Kirche Azmoos

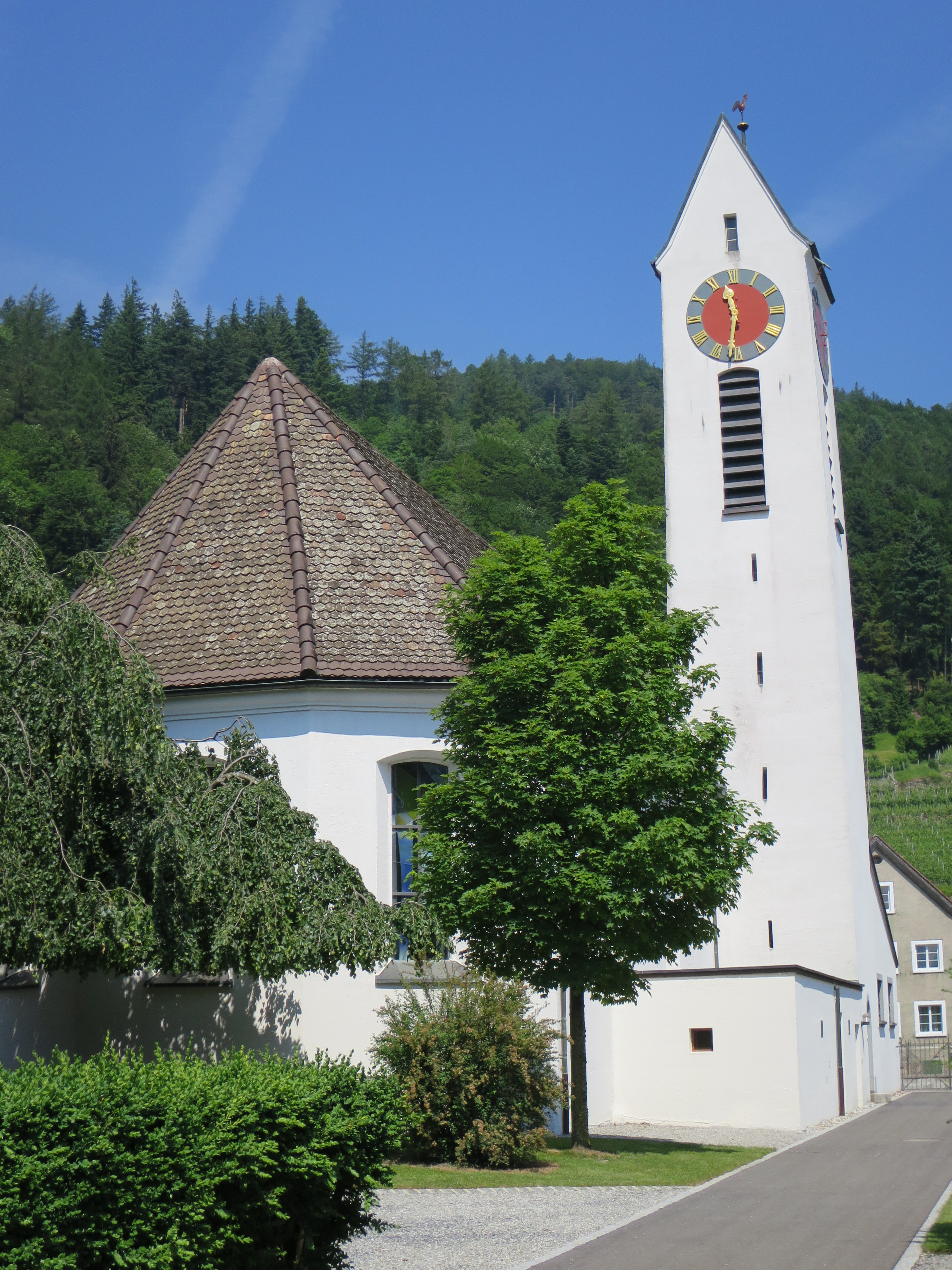
Reformierte Kirche Azmoos

Die Reformierte Kirche Azmoos ist ein evangelisches Kirchengebäude in der Gemeinde Wartau, Kanton St. Gallen, Schweiz.

## Geschichte und Baugeschichte
Bereits im Mittelalter befand sich in Azmoos eine dem heiligen Nikolaus von Myra geweihte Kapelle. Sie wurde 1497 erstmals erwähnt. Nach der um 1550 eingeführten Reformation zerfiel das gotische Bauwerk. 1695 begehrte der Stand Zürich nach dem Wartauer Handel eine Renovation des Gebäudes, was jedoch von den katholischen Orten der Eidgenossenschaft abgelehnt wurde.
Mit der teilweisen Loslösung von der Kirchgemeinde Gretschins 1735 konnten die Dorfleute von Azmoos ein eigenes Kirchengebäude errichten, in unmittelbarer Nachbarschaft der ehemaligen Kapelle. Laut unsicheren Quellen wurde der Barockbau nach Plänen eines Appenzeller Baumeisters erstellt. 1928 wurden nach Plänen von Otto Schäfer und Martin Risch das Schiff verlängert und der Turm erhöht.

## Baubeschreibung

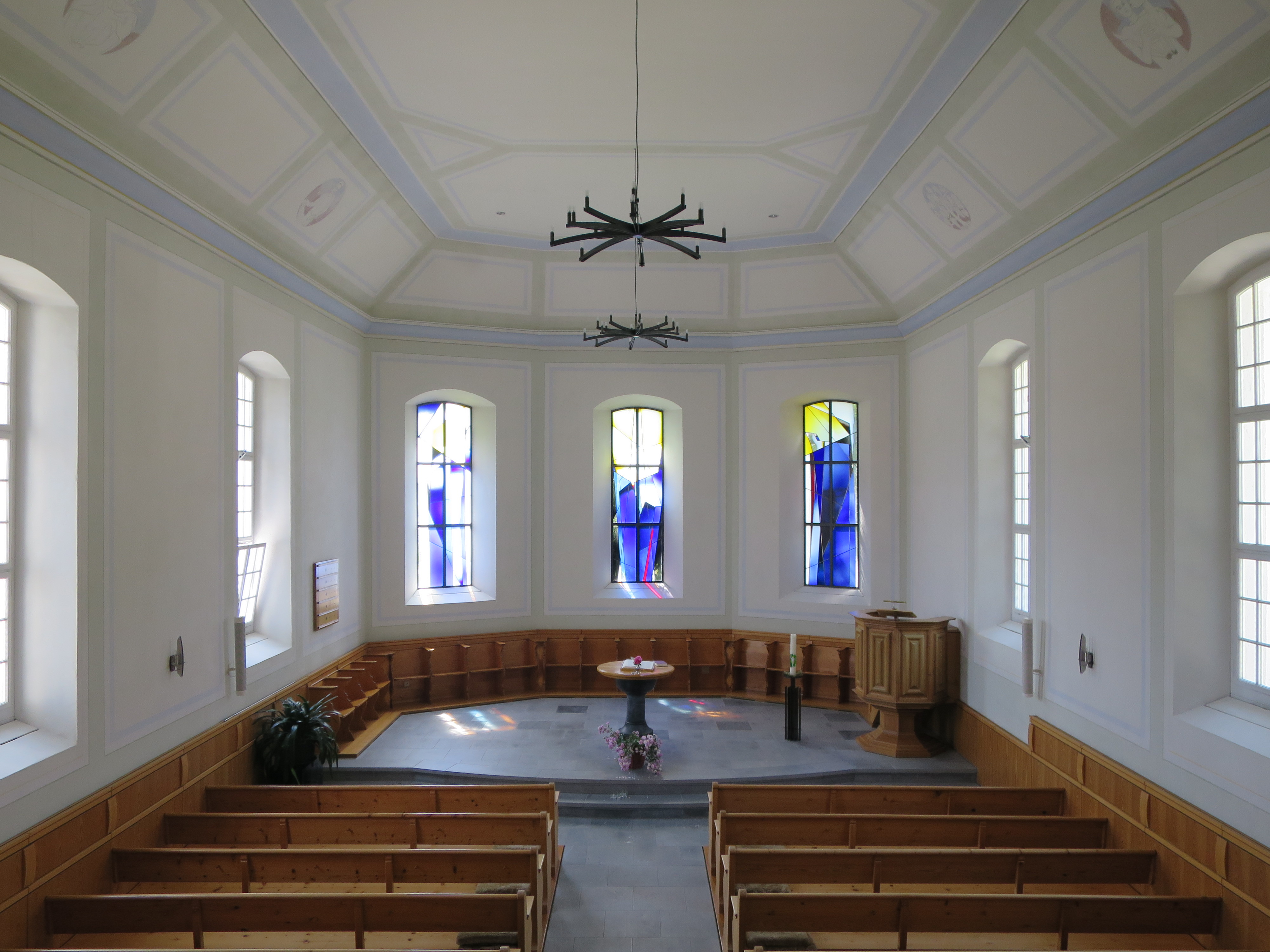
Innenraum der Kirche

### Aussen
Schon von aussen ist der einfache, typisch reformierte Grundriss der Kirche zu erahnen: Eine längsrechteckige Saalkirche mit polygonalem Anschluss. Der Bau ist von Segmentbogenfenstern durchsetzt und verfügt über ein einheitliches Dach. Nordostseits schliessen ein Anbau und der schlichte Kirchturm mit Käsbissendach an.

### Innenraum
Der Innenraum präsentiert sich als längsaxialer Saal. Das Gestühl ist auf den polygonalen Abschlussbereich mit Abendmahlstisch und Kanzel ausgerichtet. Die abgewalmte Holzdecke stammt von 1928.

## Orgel

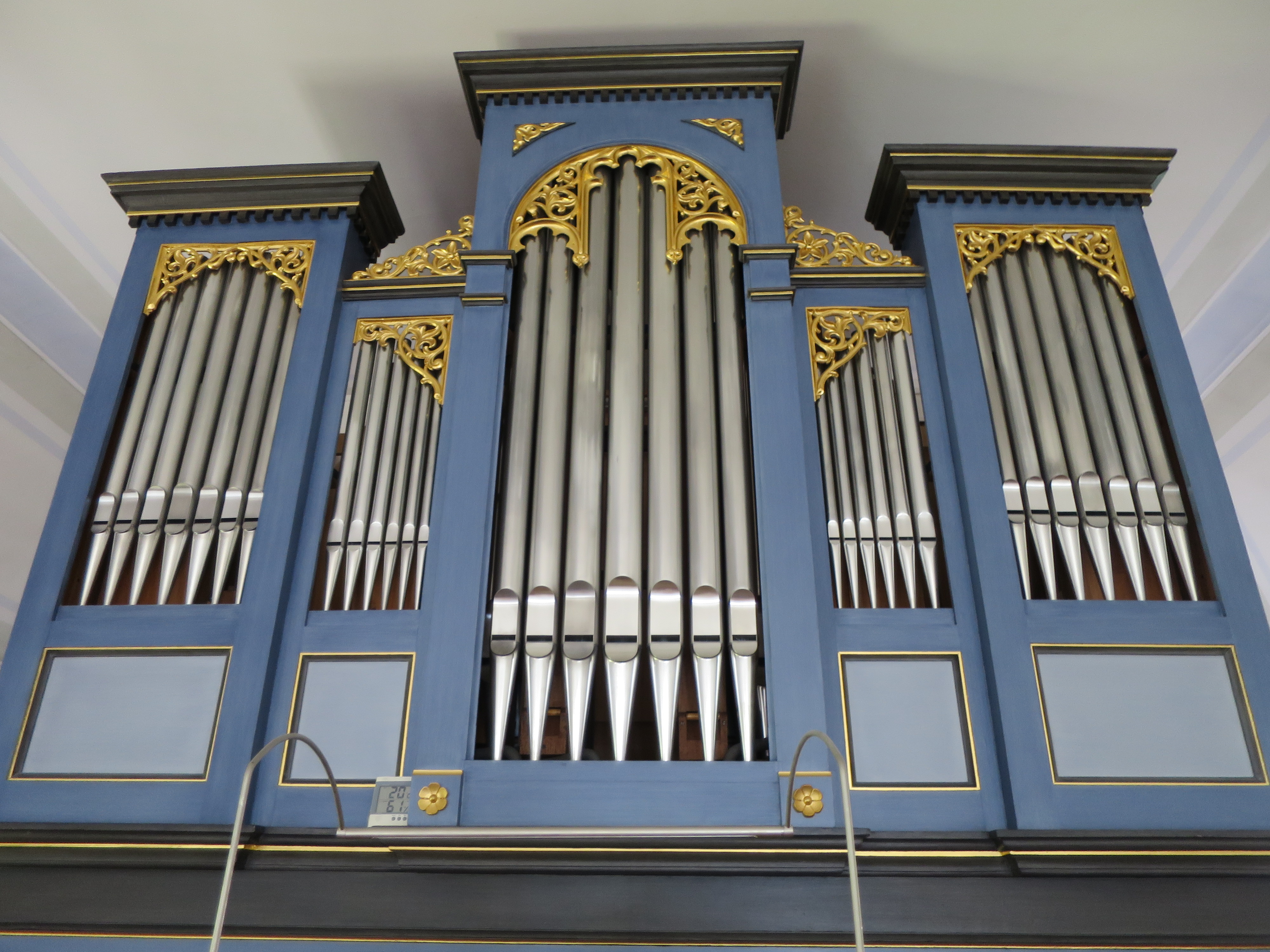
Die Klingler-Orgel nach der Renovation von 1996

Die Orgel ist die einzige weitgehend erhaltene aus der Zeit der Romantik im Sarganserland. Das Instrument mit ursprünglich 11 Registern wurde 1891 vom Orgelbauer Max Klingler aus Rorschach geschaffen und im Abschschlussbereich der Kirche aufgestellt. 1928 baute Orgelbau Kuhn die Orgel um, ersetzte zwei Register und fügte das zweite Manualwerk in einen Schwellkasten hinzu. 1952 wurde die Orgel auf die Rückempore versetzt und erhielt ein neues, weniger hohes Gehäuse, das von der Orgel der Kirche Ennetbühl stammt. 1996 wurde das Instrument von Orgelbau Felsberg restauriert und erhielt vier zusätzliche Register von einer abgebrochenen Klingler-Orgel aus Oberegg AI. Die Disposition lautet wie folgt:
| I Hauptwerk C–f3 |           |     |
| 1.               | Bourdon   | 16′ |
| 2.               | Prinzipal | 8′  |
| 3.               | Flöte     | 8′  |
| 4.               | Oktave    | 4′  |
| 5.               | Rohrflöte | 4′  |
| 6.               | Oktave    | 2′  |
| 7.               | Mixtur IV | 2′  |

| II Schwellwerk C–f3 |                  |       |
| 8.                  | Lieblich Gedackt | 8′    |
| 9.                  | Salicional       | 8′    |
| 10.                 | Prinzipal        | 4′    |
| 11.                 | Flöte            | 4′    |
| 12.                 | Nasat            | 2 ⁄3′ |
| 13.                 | Waldflöte        | 2′    |
| 14.                 | Oboe             | 8′    |

| Pedal C–d1 |           |     |
| 15.        | Subbass   | 16′ |
| 16.        | Oktavbass | 8′  |

- Koppeln: II/I, I/P
- Spielhilfe: 2 feste Kombinationen (Mezzoforte, Tutti)
- Traktur: vollmechanisch; Schleifladen für das Schwellwerk, sonst Kegelladen